# Mesaoria

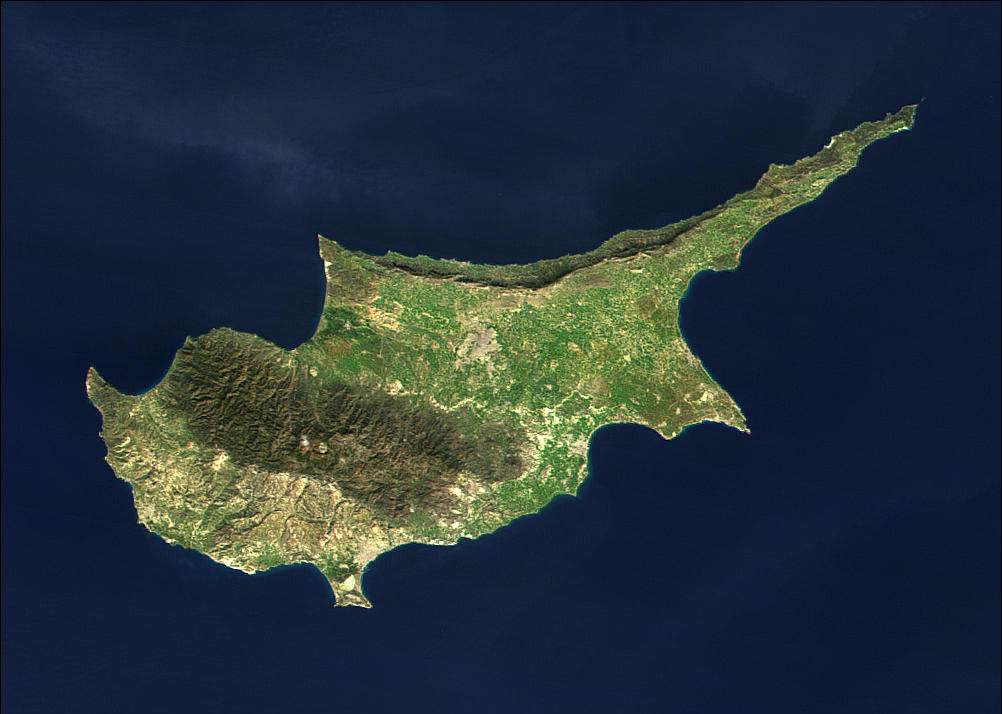
Satellitenbild Zyperns

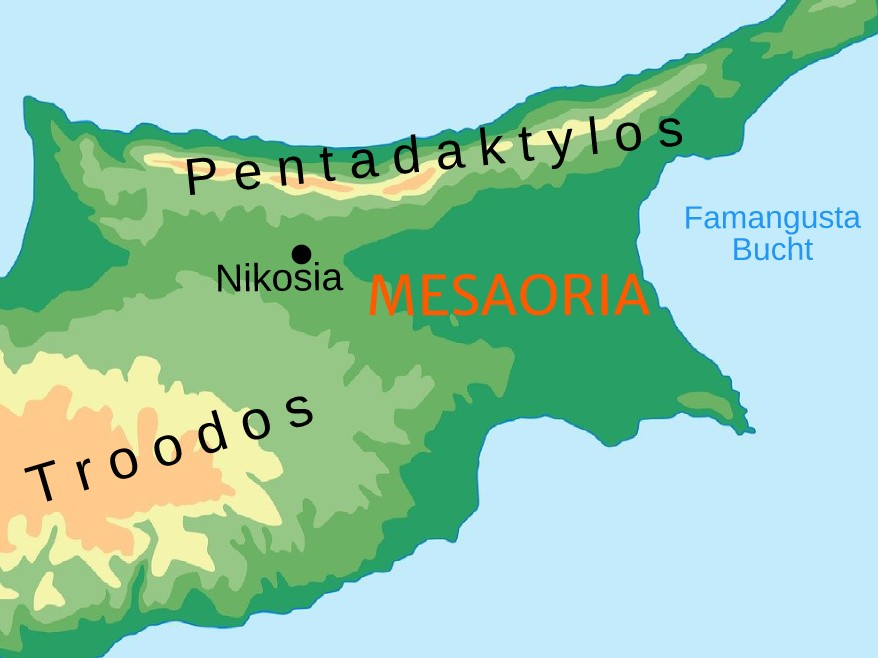
Karte von Mesaoria

Die Mesaoria, griechisch Μεσαορία („zwischen den Bergen“), türkisch Mesarya Ovası, ist eine fruchtbare Schwemmland-Ebene auf der Mittelmeerinsel Zypern. 
Nach seiner Entstehung vor etwa hundert Millionen Jahren bestand Zypern aus zwei Kalksteininseln. Für die Dauer von etwa siebzig Millionen Jahren war Zypern durch einen Meeresstreifen getrennt. Durch Vulkanausbrüche wurde dieser geschlossen, und das Troodos-Gebirge entstand.
Durch Erosion des weichen Vulkangesteins bildete sich die Mesaoria.

## Geographie
Die Ebene erstreckt sich über die gesamte Breite der Insel in West-Ost-Richtung. Im Westen endet die Mesaoria in der Bucht von Morfou und im Osten geht sie in die Bucht von Famagusta über. Während die Ebene im Durchschnitt eine Höhe von 100 m über dem Meeresspiegel erreicht, wird sie im Norden von den teils über 1000 m hohen Bergen des Pentadaktylos-Gebirges und im Süden von den fast 2000 m hohen Bergen des Troodos-Gebirges begrenzt. Die Mesaoria wird intensiv landwirtschaftlich genutzt.